# 柯里鎮區 (印地安納州沙利文縣)
柯里鎮區（英語：Curry Township）是位於美國印地安納州沙利文縣的一個行政鎮區。

## 地方資料
根據2010年美國人口普查的數據，柯里鎮區的面積為91.00平方千米，當中陸地面積為90.60平方千米，而水域面積為0.40平方千米。當地共有人口2559人，而人口密度為每平方千米28.12人。